# Lucjan Kocik
Lucjan Kocik (ur. 21 marca 1944 r.- zm. 7 września 2022 r.) - socjolog, w swojej działalności naukowo badawczej łączy socjologię wsi i socjologię rodziny na gruncie jakościowej analizy ich społeczno-kulturowych przemian.
Profesor, doktor habilitowany. Wykładowca UJ, Uniwersytetu Papieskiego Jana Pawła II w Krakowie, Krakowskiej Akademii im. Andrzeja Frycza Modrzewskiego.
Urodził się w Janowicach pod Tarnowem.
1967 absolwent socjologii na UJ.
1975 dr n. hum. - Przeobrażenia systemu wartości i funkcji rodziny wiejskiej pod wpływem procesów industrializacji, p. kier. prof. dr. hab. Władysława Kwaśniewicza.
W 1. połowie lat 1980. badał przeobrażenia rodzinnych gospodarstw rolnych na wsiach Polski południowej. Stypendysta American Council of Learned Societies - badał farmerów polskiego pochodzenia w Wisconsin (USA).
1987 dr hab. n. hum. - Rodzina chłopska w procesie modernizowania się wsi polskiej.
2002 profesor nauk humanistycznych.
Od 2008 na Uniwersytecie Papieskim Jana Pawła II - kier. Katedry Socjologii Rodziny. 

## Wybrane publikacje
- Rodzina w obliczu wartości i wzorów życia ponowoczesnego świata, Kraków 2006, Krakowskie Towarzystwo Edukacyjne - Oficyna Wydawnicza AFM, na zlec. Krakowskiej Szkoły Wyższej im. Andrzeja Frycza Modrzewskiego
- Oblicze współczesnej rodziny polskiej : praca zbiorowa, Kraków 2003, Wyższa Szkoła Filozoficzno-Pedagogiczna „Ignatianum” : Wydaw. WAM
- Wzory małżeństwa i rodziny. Od tradycyjnej jednorodności do współczesnych skrajności, Kraków 2002, Wyd. Krakowskie Towarzystwo Edukacyjne, ISBN 83-916758-1-5
- Trauma i eurosceptycyzm polskiej wsi, Kraków 2001, Towarzystwo Autorów i Wydawców Prac Naukowych „Universitas"
- Polski farmer w Ameryce : studium na przykładzie stanu Wisconsin w USA, Wrocław ; Kraków, Zakład Narodowy im. Ossolińskich. Oddział, 1990 (Krak. : UJ)
- Rodzina chłopska w procesie modernizowania się wsi polskiej, Kraków : UJ, 1986
- Problemy funkcjonowania gospodarstw indywidualnych w warunkach wysokotowarowej produkcji rolnej : studium socjologiczne gminy Głogówek, Opole : Wydaw. IŚ, 1985
- Przeobrażenia funkcji współczesnej rodziny wiejskiej Wrocław ; Kraków : Zakład Narodowy im. Ossolińskich, 1976